# Lepidapedon antimorae
Lepidapedon antimorae är en plattmaskart. Lepidapedon antimorae ingår i släktet Lepidapedon och familjen Lepocreadiidae. Inga underarter finns listade i Catalogue of Life.